# 요한네스 회스플로트 클레보
요한네스 회스플로트 클레보(노르웨이어: Johannes Høsflot Klæbo, 1996년 10월 22일~)는 노르웨이의 크로스컨트리 스키 선수이다. 주니어 선수 시절에는 세계 주니어 선수권 대회에서 금메달 3개, 동메달 2개를 획득했다. 이후 성인 선수가 된 후에는 2017년 세계 선수권 대회에서 동메달 1개를 획득하였으며, 2018년 동계 올림픽에서 스프린트 부문에 참가하여 금메달을 획득하였다.

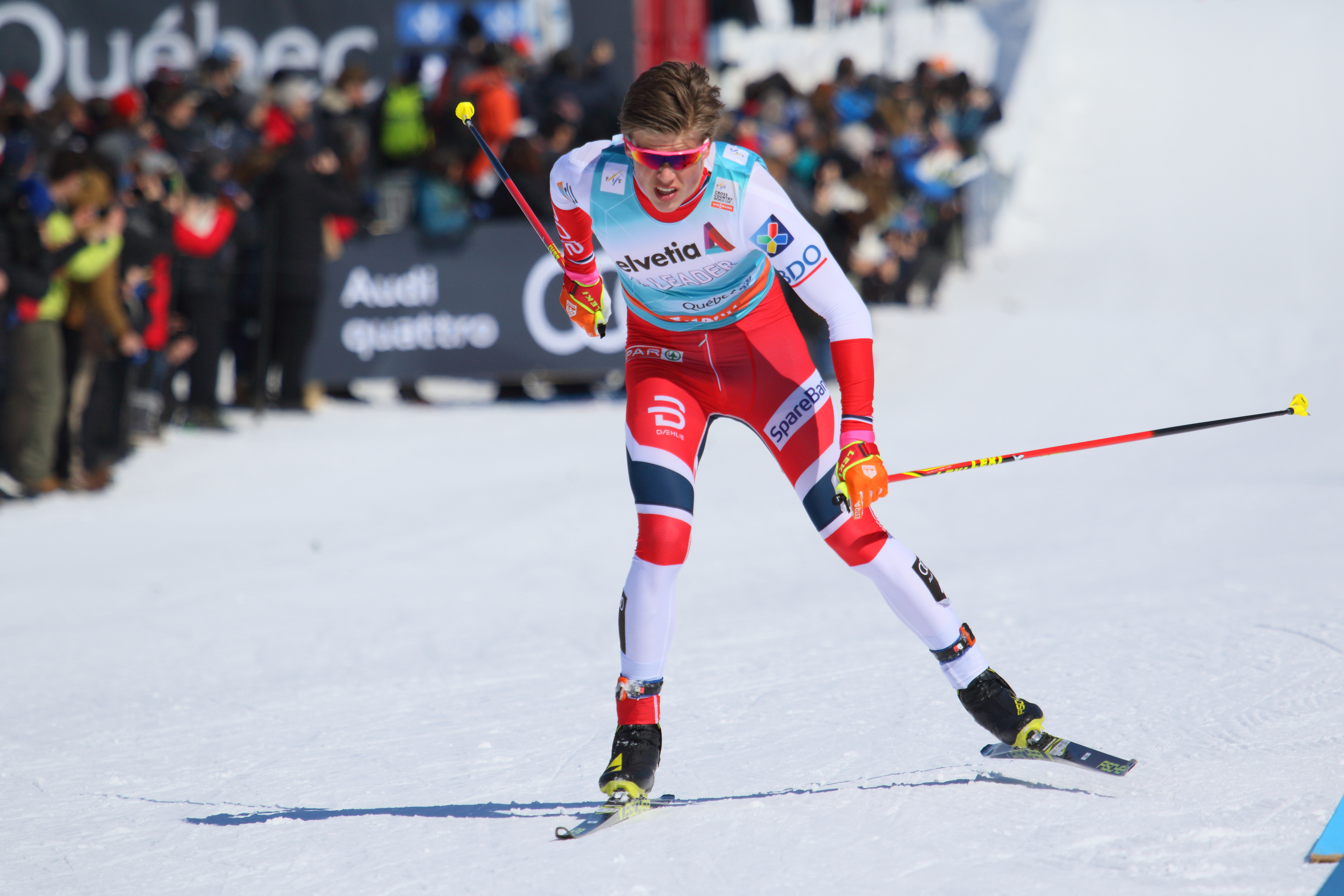
2017년 캐나다 스키 투어 당시의 클레보